# Федерико Вилде
Федерико Вилде (рођен 1909, датум смрти није познат) био је аргентински фудбалски нападач који је играо за Аргентину на Светском првенству у фудбалу 1934.